# Hiroyoshi Umegae
Hiroyoshi Umegae (japanisch 梅枝 裕吉 Umegae Hiroyoshi; * 5. Januar 1984) ist ein ehemaliger japanischer Langstrecken- und Hindernisläufer.

## Sportliche Laufbahn
Erste internationale Erfahrungen sammelte Hiroyoshi Umegae im Jahr 2001, als er bei den Jugendweltmeisterschaften in Debrecen in 5:49,93 min den achten Platz im 2000-Meter-Hindernislauf belegte. 2005 erreichte er bei den Asienmeisterschaften in Incheon in 9:00,62 min Rang sieben und bei den Crosslauf-Weltmeisterschaften 2008 in Edinburgh lief er nach 38:49 min auf dem 122. Platz ein. Bei den Crosslauf-Weltmeisterschaften 2009 in Amman erreichte er nach 37:47 min Rang 63 und bei den Crosslauf-Weltmeisterschaften 2010 in Bydgoszcz wurde er nach 35:51 min 75. 2011 klassierte er sich bei den Asienmeisterschaften in Kōbe in 8:55,01 min auf dem sechsten Platz und 2017 beendete er in Osaka seine aktive sportliche Karriere im Alter von 33 Jahren.

## Persönliche Bestleistungen
- 10.000 Meter: 28:43,41 min, 16. Oktober 2010 in Fukuroi
- 3000 m Hindernis: 8:34,96 min, 26. September 2010 in Niigata
- Halbmarathon: 1:04:28 h, 21. November 2004 in Ageo